# Хигасиидзу
Хигасиидзу (яп. 東伊豆町 Хигасиидзу-тё:) — посёлок в Японии, находящийся в уезде Камо префектуры Сидзуока. Площадь посёлка составляет 77,83 км², население — 13 085 человек (1 августа 2014), плотность населения — 168,12 чел./км².

## Географическое положение
Посёлок расположен на острове Хонсю в префектуре Сидзуока региона Тюбу. С ним граничат города Ито, Идзу и посёлок Кавадзу.

## Население
Население посёлка составляет 13 085 человек (1 августа 2014), а плотность — 168,12 чел./км². Изменение численности населения с 1980 по 2005 годы:
| 1980 | 17 030 чел. |  |
| 1985 | 17 033 чел. |  |
| 1990 | 16 719 чел. |  |
| 1995 | 16 741 чел. |  |
| 2000 | 15 807 чел. |  |
| 2005 | 15 165 чел. |  |

## Символика
Деревом посёлка считается Cerasus lannesiana, цветком — Farfugium japonicum.